# Volkshochschule Berlin Mitte

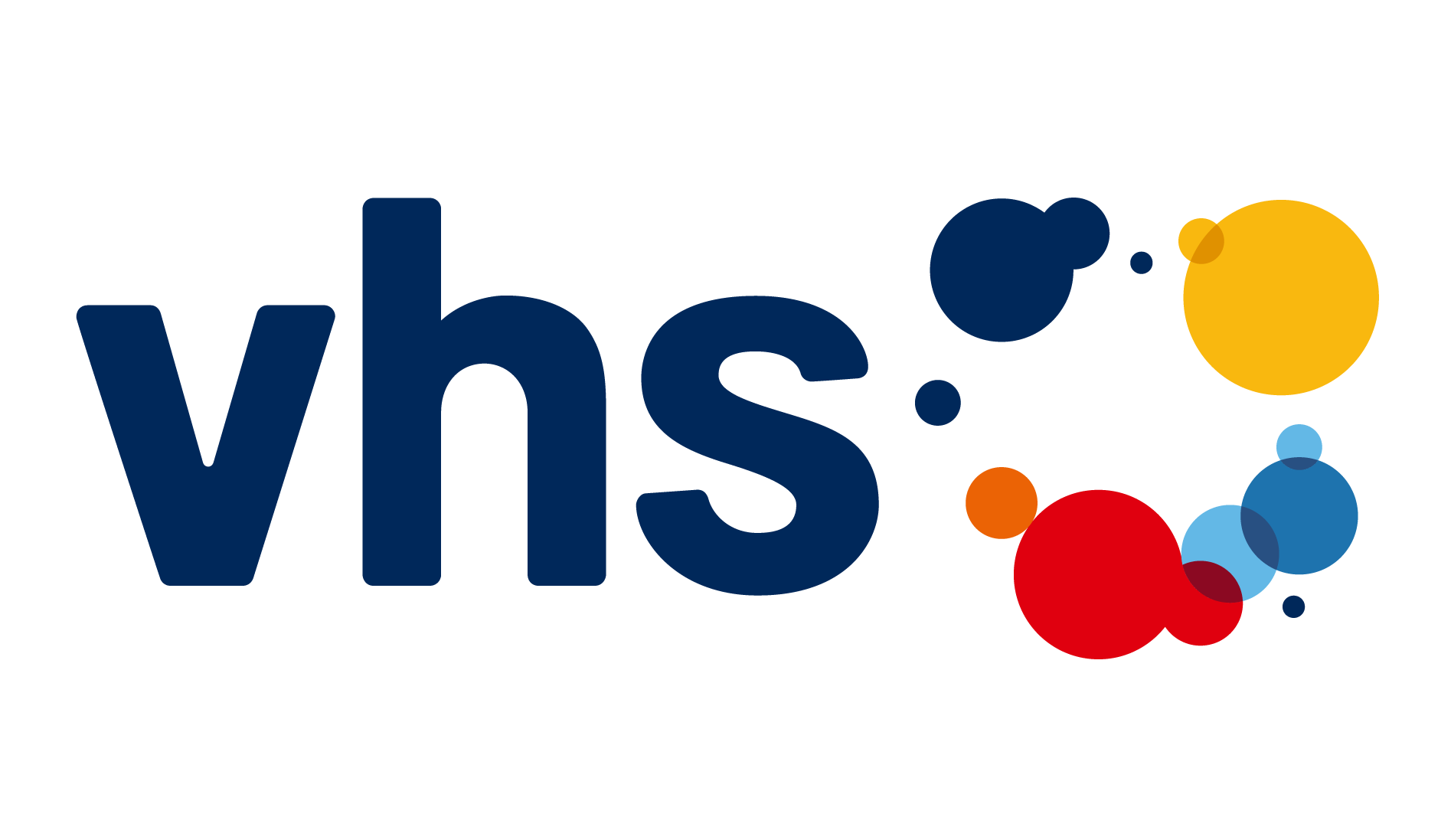
Logo des Deutschen Volkshochschul-Verbandes und auch der Berliner Volkshochschulen

Die Volkshochschule (VHS) Berlin Mitte ist eine der zwölf Volkshochschulen in Berlin. Sie ist eine öffentliche Einrichtung der Erwachsenen- und Weiterbildung und ein Fachbereich des Amtes für Weiterbildung und Kultur des Bezirksamtes Mitte von Berlin. Die Volkshochschule Berlin Mitte befindet sich im gleichnamigen Ortsteil in der Linienstraße 162 und wird von Manjiri Palicha geleitet.

## Geschichte

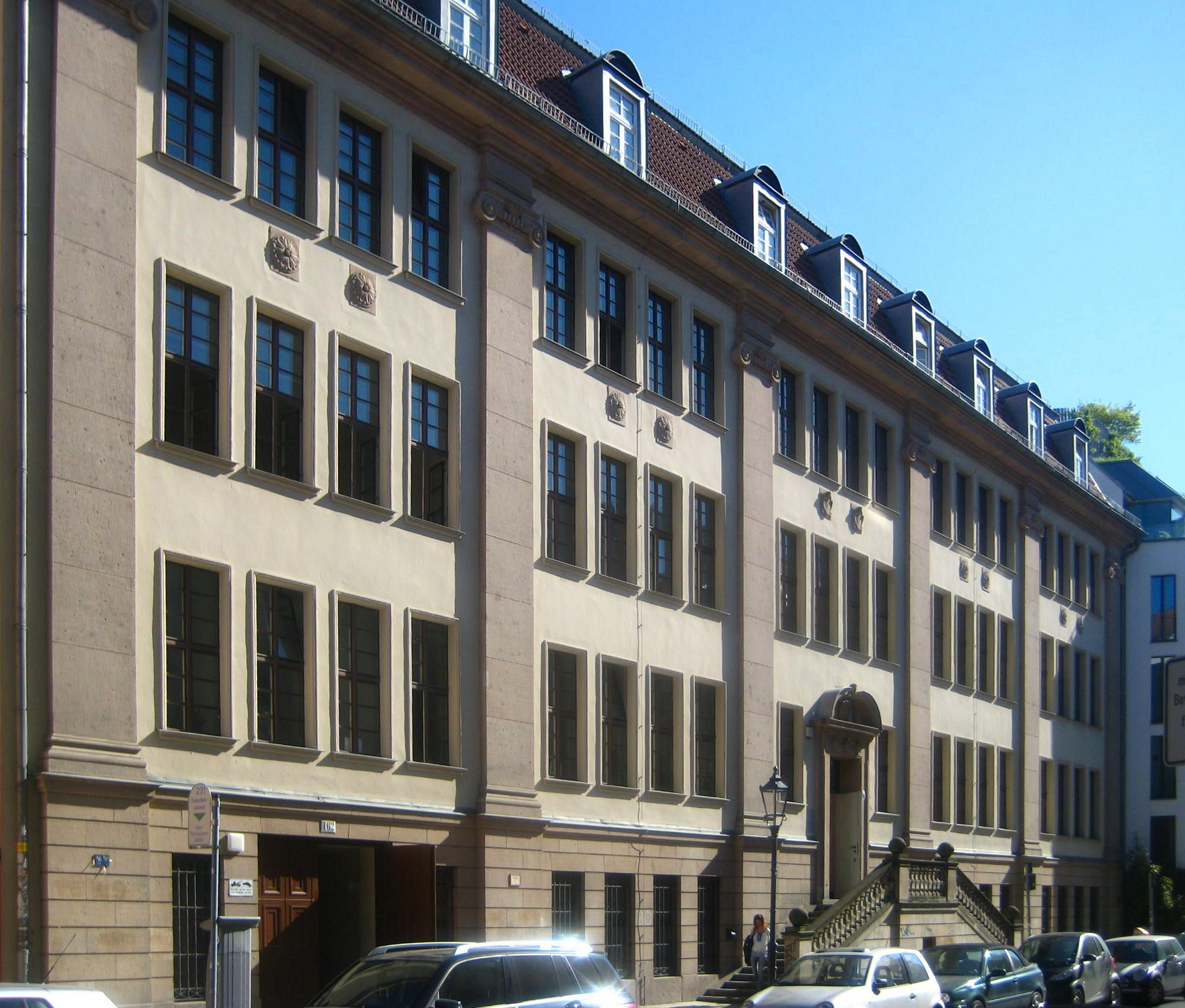
Volkshochschule Berlin Mitte in der Linienstraße 162 von Ludwig Hoffmann

In Berlin gründeten sich die Volkshochschulen ab dem Jahr 1945 neu, nachdem sie im Nationalsozialismus abgeschafft bzw. gleichgeschaltet worden waren. Lange hatten sie keine eigenen Gebäude, sondern veranstalteten den Unterricht in Schulräumen u. ä. Die VHS Berlin Mitte ging mit der Verwaltungsreform vom 1. Januar 2001 aus der Fusion der ehemaligen Berliner Bezirke Mitte, Wedding und Tiergarten hervor. Sie umfasst nun das Gebiet folgender sechs Berliner Ortsteile: Mitte, Wedding, Tiergarten, Moabit, Hansaviertel sowie Gesundbrunnen.

## Gesetzliche Grundlage
Die Berliner Volkshochschulen sind seit dem Jahr 2021 in dem Berliner Erwachsenenbildungsgesetz (EBiG) verankert. Für die makro- wie auch mikrodidaktischen Entscheidungen ist handlungsleitend, dass die Berliner Volkshochschulen Teil der kommunalen Daseinsvorsorge sind, indem sie nach EBiG Berlin – § 6 (2) „die Grundversorgung der Weiterbildung“ sichern. Sie haben zudem u. a. nach § 6 (2) „die Aufgabe, den Bürgerinnen und Bürgern im Sinne eines lebenslangen Lernens ein Angebot zu unterbreiten, das Möglichkeiten eröffnet, Kenntnisse, Fertigkeiten und Fähigkeiten zu erhalten, zu ergänzen, zu vertiefen und neu zu erwerben, die Chancen in der Gesellschaft zu nutzen und zu verbessern, die berufliche Existenz zu sichern und fortzuentwickeln, die Teilhabe am gesellschaftlichen und kulturellen Leben nach eigenen Vorstellungen zu verwirklichen sowie sich als Teil von Staat und Gesellschaft zu verstehen und an deren Gestaltung mitzuwirken.“ Wie in § 7 (2) geschrieben: „Das Bildungsangebot der Volkshochschulen erstreckt sich auf alle Felder der Erwachsenenbildung und ist in diesen stetig vorzuhalten und weiter zu entwickeln.“

## Programm

### Offenes Programm
Das sogenannte „Offene Programm“ kann von jedem gebucht werden. Es beinhaltet Veranstaltungen und Kurse aus folgenden acht Programmbereichen (PB):
- PB1.1: Gesellschaft und Nachhaltigkeit[4]
- PB1.2: Afrika Akademie / Schwarze Volkshochschule – SVHS
  - Wirkung des Kolonialismus in die Gegenwart
  - Lern- und Erinnerungsort Afrikanisches Viertel im Berliner Ortsteil Wedding
  - afrodiasporische Schule (Kinder mit afrikanischem Migrationshintergrund lernen Teile der Kultur ihrer Eltern und Großeltern kennen)[5]
- PB2: Kultur und Gestalten[6]
- PB3: Gesundheit[7]
- PB4.1: Deutsch- und Integrationskurse[8]
- PB4.2: Sprachen[9]
- PB5.1: Berufliche Bildung[10]
- PB5.2: Institut für Schauspiel-, Film- und Fernsehberufe (iSFF)[11]
- PB6: Grundbildung[12]

### Integration
Die Kurse aus der Abteilung „Integration“ richten sich an Zuwanderer. Das Erlernen der deutschen Sprache steht hier im Mittelpunkt. Die verschiedenen Kurse, wie z. B. Integrationskurse, Deutschkurse für Eltern, Deutschkurse für Geflüchtete oder Elternakademie, basieren auf unterschiedlichen Rechtsgrundlagen und werden aus Landesmitteln, Teilnehmerentgelten und/oder Drittmitteln finanziert.
Der Übergang ins Offene Programm ist Gegenstand von Praxis und Forschung.
Die VHS Berlin Mitte ist seit 2005 vom Bundesamt für Migration und Flüchtlinge (BAMF) akkreditiert, Lehrkräftequalifizierungen anzubieten. Diese Zusatzqualifizierung Deutsch als Zweitsprache wird vom BAMF für die Lehrkräfte gefordert, die in Integrationskursen nach dem Zuwanderungsgesetz unterrichten möchten und keine Qualifikation entsprechend der Zulassungskriterien des Bundesamtes nachweisen können. Sie ist damit eine von derzeit 15 zugelassenen Anbietern (Stand: 9. Januar 2025).

### Bildung im Auftrag
Hierbei handelt es sich um Kurse für Firmen oder öffentliche Einrichtungen, z. B. Kurse zum Spracherwerb oder zu Softwareanwendungen.